# Krnule
Krnule (em cirílico: Крнуле) é uma vila da Sérvia localizada no município de Vladimirci, pertencente ao distrito de Mačva, na região de Mačva. A sua população era de 930 habitantes segundo o censo de 2011.

## Demografia
| 1948 | 1953 | 1961 | 1971 | 1981 | 1991 | 2002 | 2011 |
| ---- | ---- | ---- | ---- | ---- | ---- | ---- | ---- |
| 1787 | 1793 | 1641 | 1504 | 1292 | 1181 | 1084 | 930  |